# Gérard Faetibolt
Gérard Faetibolt (Colmar, 23 marzo 1932 – 14 gennaio 2023) è stato un pallanuotista francese.
Ha partecipato, come membro della Francia, alle Olimpiadi di Roma 1960, partecipando al torneo di pallanuoto.
Ha vinto 1 argento ai Giochi del Mediterraneo del 1955.